# 사회적 딜레마

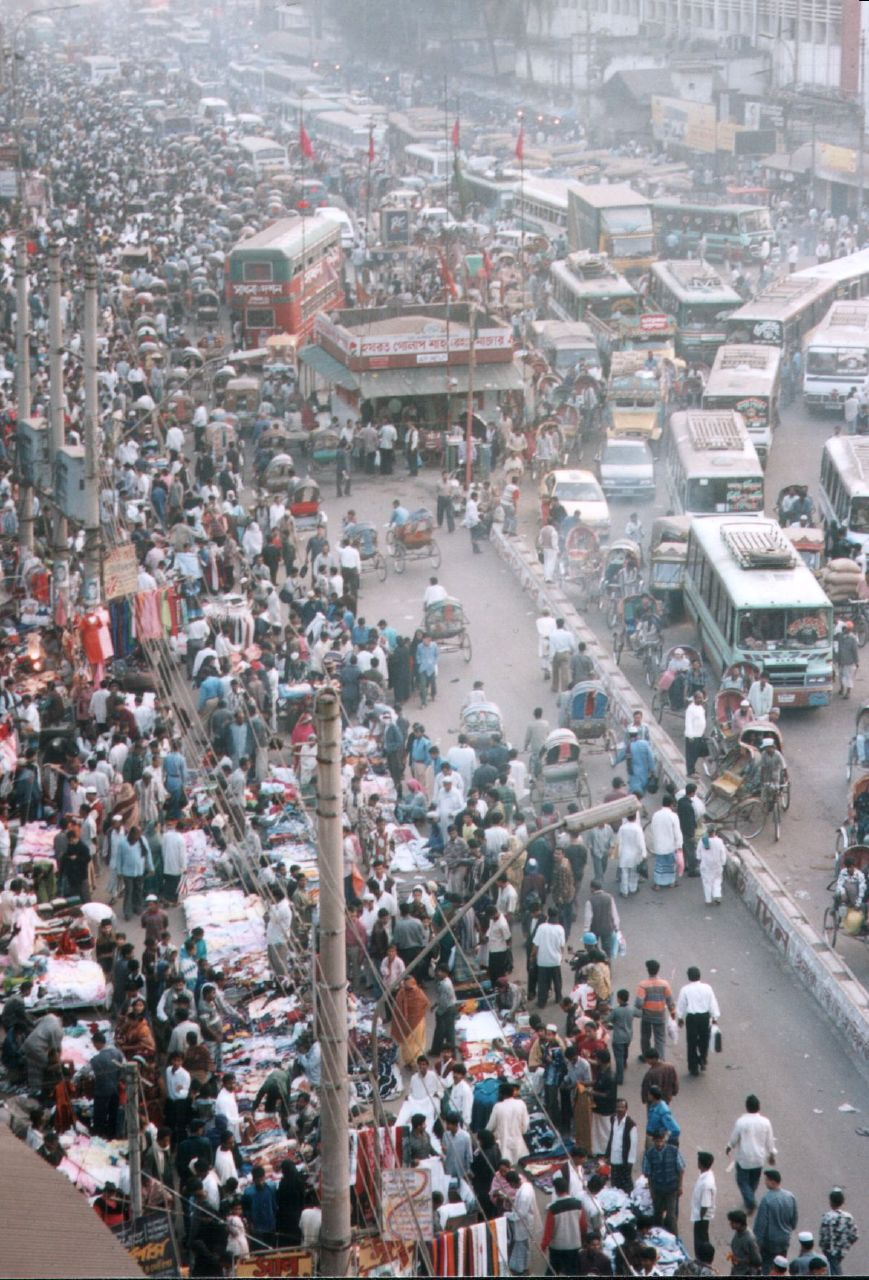

사회적 딜레마(social dilemma)는 한 조직에서 모든 이들이 이기적으로 행동하지 않는 한, 개인은 이기적인 행동에서 이득을 얻고 전체 조직은 손해를 보는 상황을 말한다. 너무 많은 구성원들이 개인적이 이익을 추구하기로 선택하여 즉각적인 만족을 조직의 이상적인 장기적 이익보다 선호하면 문제가 발생한다. 사회적 딜레마는 다양한 학문 분야에서 다뤄지는데, 이를테면 심리학, 경제학, 정치학 등이다. 사회적 딜레마로 설명될 수 있는 현상은 자원 고갈, 투표의 역설, 그리고 인구 과밀 등이다.

## 종류

### 죄수의 딜레마
죄수의 딜레마는 사회적 딜레마 연구의 초석이 되는 간단한 게임이다. 범죄를 공모한 두 사람이 별도의 공간에 갇혀 있을 때, 서로에 대한 증거를 제시하면 형을 감경해 주겠다는 제안을 받게 된다. 이들에게 최적의 개인적 결과는 자신만 남의 증거를 폭로하고 남은 자신에 대한 폭로를 하지 않는 것이다. 그러나, 최적의 집합적 결과는 두 죄수가 서로를 폭로하지 않는 방향으로 협력하는 것이다.

### 공공재
공공재의 딜레마(혹은 공유지의 비극)는 몇몇 구성원이 공공재를 제공하면 전체가 이득을 얻을 수 있으나, 충분히 많은 사람들이 기여하는 경우 개인들이 무임승차로 인해 이득을 얻을 수 있는 상황이다. 공공재는 두 가지 성격으로 정의된다. 비배제성과 비경합성인데, 모든 사람이 이 재화로 이익을 얻을 수 있으면서 누군가 사용하는 것이 다른 사람을 사용하지 못하게 하지 않는다. 시청료로 만들어지는 공공 방송이 그와 같은 예이다. 한두 명이 빠진다고 방송이 안 되지 않기 때문에, 시청자들은 돈을 내지 않아도 방송을 보는 것이 가능하다. 그러나 충분히 많은 사람들이 시청료를 내지 않으면 서비스는 제공될 수 없다. 경제학에서는 공공재의 딜레마에 대한 연구가 무임승차의 문제 현상으로 일컬어진다. 사회심리학에서는 이런 현상을 사회적 태만이라고 부른다. 무임승차가 일반적으로 공공재에 관한 것임에 반해, 사회적 태만은 여러 사람이 모여 함께 일할 때, 혼자 할 때보다 상대적으로 더 적은 노력을 쏟는 일을 일컫는다.

## 보충가능한 자원의 관리
보충가능한 자원의 관리 딜레마는, 조직 구성원들이 앞으로 계속 이익을 얻을 수 있는 재생가능한 자원을 가지고 있을 때, 조직 구성원들이 상대적으로 지나치게 많이 수확하지 않을 때 다른 한 개인이 과수확하면 더 많은 이익을 얻을 수 있는 경우를 말한다.

### 공유지의 비극
공유지의 비극은 보충가능한 자원 관리의 딜레마 중의 한 가지 종류이다. 이 딜레마는 구성원들이 공공재를 공유할 때 생겨난다. 공공재는 경합적이며 비배제적인데, 누구나 사용할 수 있으나 사용량은 제한되어 있어 착취에 취약한 것이다.